# عدالت برای نوجوانان
عدالت برای نوجوانان (انگلیسی: Juvenile Justice؛ کره‌ای: 소년 심판) یک مجموعه تلویزیونی محصول کره جنوبی به کارگردانی هونگ جونگ چان و با بازی کیم هه سو، کیم مو یول و لی سونگ مین است. این مجموعه داستان یک قاضی را بازگو می‌کند که به خاطر بیزاری از نوجوانان شهرت دارد و به عنوان قاضی دادگاه نوجوانان منصوب می‌شود و در ۲۵ فوریه ۲۰۲۲ از نتفلیکس منتشر شد.

## بازیگران

### اصلی
- کیم هه سو در نقش شیم اون سوک[۴]
- کیم مو یول در نقش چا ته جو
- لی سونگ مین در نقش کانگ وون جونگ[۵]
- لی جونگ اون در نقش نا گون هی[۶]